# Колокольчик Евгении
Колоко́льчик Евге́нии (лат. Campanula eugeniae) — вид двудольных растений рода Колокольчик (Campanula) семейства Колокольчиковые (Campanulaceae). Впервые описан российским ботаником Андреем Александровичем Фёдоровым в 1957 году.

## Распространение и среда обитания
Эндемик Кыргызстана, известный из Таласского и Ферганского хребтов.
Произрастает в горах, в трещинах мраморных скал.

## Ботаническое описание
Многолетнее травянистое растение с ветвистым корневищем, от которого отходит множество укороченных серых побегов.
Стебли простые, нитевидные, высотой 10—15 см.
Прикорневые листья узколанцетные, черешчатые, продолговатые, заострённые, собранные в розетку; стеблевые листья линейно-ланцетной формы, сидячие.
Цветки одиночные, прямостоячие либо поникающие, с голой пятизубчатой чашечкой и голубым узкоколокольчатым венчиком.
Плод — раскрывающаяся обратноконическая коробочка, короткая, округлая у окончания, с большим количеством семян.
Цветёт с мая по август, плодоносит с июля по сентябрь.

## Значение
Декоративное растение.

## Природоохранная ситуация
Колокольчик Евгении занесён в Красную книгу Кыргызстана в статусе «VU» (уязвимый вид). Опасения вызывает освоение земель под хозяйственную деятельность. Численность экземпляров невелика, особых мероприятий по их защите не проводится.